# Élections législatives kazakhes de 1958
Des élections législatives se sont tenues au Kazakhstan en 1958.